# N396 (België)
De N396 is een gewestweg in België tussen Nieuwpoort (N39) en De Panne (N35). De weg heeft een lengte van ongeveer 11 kilometer.
De gehele weg bestaat uit twee rijstroken voor beide rijrichtingen samen.

## Plaatsen langs N396
- Nieuwpoort
- Oostduinkerke
- Koksijde
- De Panne